# Zopherus sanctaehelenae
Zopherus sanctaehelenae là một loài bọ cánh cứng trong họ Zopheridae. Loài này được Blaisdell miêu tả khoa học năm 1931.